# Păun
Păunii (Pavo) sunt un gen de păsări galiforme din familia fazanului, Phasianidae, format din două specii: Pavo cristatus și Pavo muticus. O specie înrudită trăiește în pădurile tropicale din Africa (Afropavo congensis – păunul de Congo sau mbulu).
Păunii sunt binecunoscuți pentru coada extravagantă a masculului folosită în procesul de curtare a femelei. Masculul este numit păun iar femela păuniță. Femela este de culoare maro cu tonuri gri, puii fiind gălbui spre maro cu pete întunecate. Prezintă un puternic dimorfism sexual. Datorită penajului bogat masculul poate zbura cu greutate, doar distanțe scurte, refugiindu-se în copaci de către prădători.

## Taxonomie
Genul Pavo a fost introdus în 1758 de naturalistul suedez Carl Linnaeus în a zecea ediție a lucrării sale Systema Naturae. Denumirea genului este cuvântul latin pentru păun. Specia tip este păunul asiatic (Pavo cristatus).

## Specii
Genul conține două specii:
| Imagine | Denumire științifică | Nume comun   | Distribuție |
| ------- | -------------------- | ------------ | --- |
|         | Pavo cristatus       | Păun asiatic | unele ținuturi din India, Pakistan și Sri Lanka, unde trăiește în cârduri mari. |
|         | Pavo muticus         | Păun verde   | larg răspândită în Asia de Sud-Est, din sudul Chinei, în special Yunnan, estul și nord-estul Indiei, sud-estul Bangladeshului, nordul Myanmarului, se întindea prin Laos și Thailanda până în Vietnam, Cambodgia, Malaezia peninsulară și insula Java din Indonezia. |

## Înregistrare fosilă
- Pavo bravardi (Pliocen timpuriu – târziu)  – Gallus moldovicus, uneori scris greșit moldavicus, poate fi un sinonim junior.[8]
- Gallus aesculapii, o "pasăre de junglă" din Miocenul târziu – Pliocenul timpuriu din Grecia, ar fi putut fi, de asemenea, un păun.[8]

În Pliocen, în Peninsula Balcanică, Pavo bravardi a coexistat cu specia Lagopus. Păunii erau răspândiți în Peninsula Balcanică și în sud-estul Europei până la sfârșitul Pliocenului.